# ادموند بری
ادموند بری (انگلیسی: Edmund Bury; ۴ نوامبر ۱۸۸۴ – ۵ دسامبر ۱۹۱۵) تنیس‌باز اهل بریتانیا بود.